# Casa Arnalló
La Casa Arnalló és una casa rural situada al llogaret de Saraís, a l'Alta Ribagorça.
La família Arnalló és original del poble abandonat de Saraís, on els seus avantpassats hi vivien com a mínim des de 1816, que és quan construïren la casa pairal original. Pascual Madoz en deixa constància en el seu Diccionario geográfico del 1849.
Quan la vila de Saraís fou abandonada en la dècada de 1970, els Arnalló es van traslladar al Pont de Saraís i van erigir la seva nova masia als camps que treballaven.
Des de mitjans dels anys 90, la casa dedica un apartament al turisme rural per aquells visitants que volen conèixer la Vall de Boí.